# Oleksii Koliadych
Oleksii Koliadych (ur. 27 lutego 1998) – polski kajakarz urodzony na Ukrainie, mistrz świata.

## Życiorys
Pochodzi z Chersonia. Do Polski przeniósł się w 2015. Polskie barwy reprezentuje od 2017.
Jego największym sukcesem w karierze seniorskiej było złoto w konkurencji C-1 200 m na mistrzostwach świata w 2022. W tym samym roku zdobył także brązowy medal na Mistrzostwach Europy w Monachium.